# Šen Čchen
Šen Čchen (čínsky pchin-jinem Shěn Chén, znaky 沈晨;* 28. července 1990) je čínská sportovní šermířka, která se specializuje na šerm šavlí. Čínu reprezentuje od druhého desetiletí jednadvacátého století. Na olympijských hrách startovala v roce 2016. V roce 2015 obsadila třetí místo na mistrovství světa soutěži jednotlivkyň.